# Branko Mihailović
Branko Mihailović (Escópia, 1921 — Belgrado, 1995), foi um advogado sérvio e iugoslavo, segundo-tenente da reserva do Exército Iugoslavo e da 21° Brigada Sérvia do Exército Popular de Libertação da Iugoslávia, bem como filho mais velho do general Draža Mihailović.

## Biografia
Nasceu em 1921 em Skopje, como o primeiro filho de Draža Mihailović e Jelica Branković.
Antes da guerra, ele se formou na Sexta Escola Secundária Masculina de Belgrado. Ainda estudante do ensino médio, Branko leu o romance "How the Steel Was Tempered" de Nicolai Ostrovski, que o impressionou fortemente. Ele também leu as obras de Máximo Gorki. Ele se construiu como um russófilo. Recebeu o apoio do pai não para se matricular na Academia Militar, mas para iniciar os estudos na Faculdade de Direito da Universidade de Belgrado, que teve de interromper devido ao início da guerra.

## Segunda Guerra Mundial
No início de 1941, sem o conhecimento de seu pai, tornou-se membro da União da Juventude Comunista da Iugoslávia (SKOJ).
Quando era estudante do ensino secundário, pouco antes da guerra, fui apanhado pelo chamado movimento progressista. Fui internado no SKOJ em 1941, antes mesmo do movimento do meu pai ser conhecido... Fui infectado, doutrinado...
No início da Segunda Guerra Mundial na Iugoslávia, ele estava com sua mãe Jelica, irmão e irmã na casa de seu pai na Cruz Vermelha em Belgrado (Bregalnička nº 24). Quando o pai os contatou pela primeira vez em junho de 1941, foram juntos para Struganik e viveram na propriedade do major Aleksandar Mišić, filho do duque Živojin Mišić e camarada de armas do coronel Draža Mihailović. O tenente Jakša Đelović, companheiro do coronel Mihailović, deixou um registo de que Branko ajudou a libertar um dos guerrilheiros capturados que conhecia de Belgrado, embora certamente tenha sido uma ideia fazê-lo, uma vez que ficou estabelecido que ele não era culpado. Dragiša Vasić repreendeu-o por isso.
No final de 1941, Jelica, Branko e Gordana regressaram a Belgrado, onde foram detidos pela Gestapo e brevemente mantidos na prisão em Obilićevo. Eles foram presos novamente em janeiro de 1942 e levados para o campo de Banjički. Foram libertados em março e refugiaram-se na aldeia de Kadina Luka perto de Ljig, em julho. Depois que a Guarda Estatal da Sérvia invadiu e prendeu Jelica na primeira quinzena de setembro, que foi novamente levada para o campo de Banjica, Branko e Gordana retornaram a Belgrado. Eles viveram temporariamente em Bežania, e Jelica descobriu que eles iriam trazê-los também, então disse-lhes para se abrigarem. Branko tentou juntar-se aos guerrilheiros através de seus camaradas do SKOJ, mas eles não estavam interessados em ajudá-lo. Foram evacuados de Belgrado pelos Chetnik e transferidos para Kosjerić, onde passaram a maior parte de 1943 e 1944.

Como uma parte do diário pessoal de Gordana, que também pertencia ao SKOJ, chegou ao pai através de Dragiša Vasić e Nikola Kalabić, ele os repreendeu duramente, dizendo que toda a Sérvia o respeita, mas não os seus filhos. Branko negou a existência de qualquer cooperação entre o Exército iugoslavo e as forças de ocupação e afirmou que nada em particular o incomodava dentro do Exército iugoslavo:
...para dizer desde já, não vi nenhuma cooperação com os alemães, porque não houve cooperação. (...) Enquanto estive com os Chetniks, fui bom com todo mundo. Era um grupo duplo. O grupo de jovens de Ravna Gora, em Kosjerić, com quem convivi, eram rapazes maravilhosos e não houve problemas...
Ele rejeitou a proposta de Milorad Drašković de participar do Primeiro Congresso da Juventude Iugoslava Ravnogorsk em Pranjani, no dia 13 e 14 de janeiro de 1944. De abril a maio de 1944, ele se formou na Escola de Oficiais da Reserva em Brajići e ganhou o posto de Segundo-Tenente da Reserva. Foi atribuído à Companhia de Apoio da Brigada Kosjerić JVuO. A brigada foi incluída no Quinto Corpo de Assalto do Grupo do Quarto Corpo de Assalto sob o comando do Major Dragoslav Račić e lutou contra os guerrilheiros em Toplica. No entanto, Branko logo foi devolvido a Kosjerić, devido ao seu mau comportamento e não recebeu mais armamentos. Embora mais tarde ele afirmasse que não disparou um único tiro contra os guerrilheiros, tendo em conta a sua agenda nestes eventos, isso permanece questionável.
Na aldeia de Rošci encontrou sua mãe, falecida em janeiro de 1944, foi libertado do campo de Banjičko a pedido do general Milan Nedić e Herman Neubacher, como um gesto de boa vontade, a fim de persuadir Mihailović a cooperar.

### Transferência para os partidários

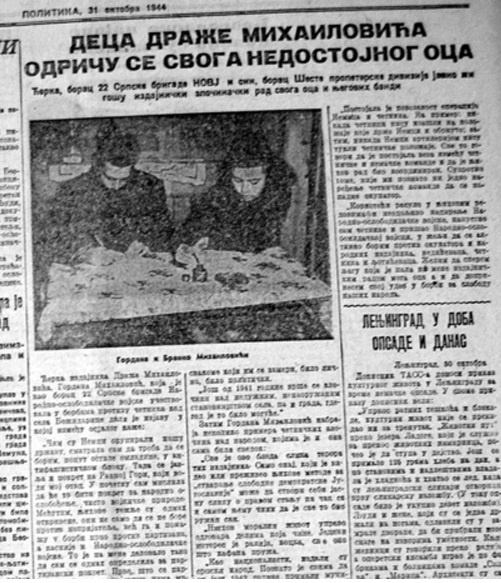
Artigo no jornal Política (31 de outubro de 1944)

Em Subjel em 1944, viu o pai pela última vez. Depois mostrou-lhe binóculos com uma dedicatória, que recebeu do marechal de campo britânico Harold Alexander, comandante supremo aliado no Mediterrâneo. Branko e Gordana estavam em Kosjerić, onde eram guardados por um grupo composto por Mijalko Perišić, Ostoja Savić e Luka Jevtić. Ainda sob forte influência da literatura marxista, Branko decidiu desertar para os Partisans, mas não decidiu tal movimento por conta própria.
Mijalko Perišić afirmou que os guerrilheiros o capturaram, Branko, Gordana, Savić e Jevtić perto de Kosjerić, após o que Branko e Gordana lhes revelaram quem eram, e alegaram que Perišić, Savić e Jevtić eram pastores comuns que encontraram no caminho. eles foram libertados. Branko afirmou que em Valjevo , no dia 12 de setembro de 1944, foi entregue voluntariamente a Mijalko Todorović, o comissário político do Primeiro Corpo Proletário. Mas como os guerrilheiros entraram em Valjevo no dia 15 de setembro, e os combates duraram até o dia 18 de setembro, é muito provável que Branko e Gordana tenham sido capturados de acordo com a primeira história. O jornal Novos Tempos anunciou que o filho e a filha de Draža Mihailović foram capturados. Independentemente de tudo, Draža Mihailović e seu filho mais novo, Vojislav, acreditavam que Branko se juntou voluntariamente aos partidários.
Em 1944 no jornal Política, foi publicado um artigo com o título "Os filhos de Draža Mihailović renunciam ao seu pai indigno", acompanhado de uma foto de Branko e Gordana assinando declarações. Outros jornais, como o Borba, publicaram artigos semelhantes. Branko afirmou mais tarde que não se lembrava do que havia naquela declaração e que a escreveu com Peko Dapčević no quartel-general do Primeiro Corpo Proletário.
Branko completou um curso de comando de um mês e foi designado para a 21º divisão sérvia do Exército Popular de Libertação da Iugoslávia. Foi enviado para a Frente Srem, onde comandou uma bateria de artilharia. Nos dias em que seu irmão Vojislav foi morto na batalha contra os guerrilheiros em Zelengora, Branko entrou em Kumrovec, cidade natal de Josip Broz Tito, como libertador. Após a capitulação da Alemanha, foi transferido para Niš.

## Pós-guerra
Ele foi desmobilizado em março de 1946, para continuar os estudos interrompidos pela guerra na Faculdade de Direito da Universidade de Belgrado, onde se formou.
Em algum momento tornou-se membro do Partido Comunista da Iugoslávia. Conseguiu um emprego no Serviço de Estatística do Governo da República Nacional da Sérvia.
Nunca visitou o pai na prisão, após e durante seu julgamento em 1946.

Ele foi preso no dia 13 de janeiro de 1951 sob a responsabilidade de declarar seu apoio à Resolução do Informburo. Foi detido na mesma cela em Obilićevo Venec onde foi detido pela Gestapo em 1941. Ele foi interrogado e levado para a prisão em Goli Otok.
Eles me ensinaram a odiar. Eu não sabia que odiava isso até Goli otok. Lutei contra os alemães, mas não os odiei. (...) Que odeio Josip Broz, que odeio esse Partido. Vejo, de repente, que é tudo uma grande fraude, que é uma gangue, que tudo foi para conquistar e chegar ao poder...
Somente após o XX Congresso do Partido Comunista da União Soviética em 1956. Branko desistiu das ideias marxistas. Aposentou-se como consultor jurídico da Associação Automobilística Sérvia. Ele falou sobre seus dias de guerra em uma entrevista com Vuk Drašković para Srpska reč, edição 5 de setembro de 1990:
...Tive sorte de não participar da guerra civil. Não disparei um único tiro nem contra os chetniks nem contra os guerrilheiros. A direita de ter participado da guerra é a Frente Srem. (...) ...para nós havia apenas Ustasha e alemães.
Na época, ele disse que só nesses anos aprendeu muito sobre acontecimentos e personalidades da guerra em inúmeros livros:
...estes eram Ravna Gora, patriotas, antifascistas, pessoas honradas. Sérvios. Defensores da Pátria... É certo que entre os chetniks havia certas pessoas, certas partes que eram ao mesmo tempo isto e aquilo, mas sem qualquer fundamento foi lançada uma calúnia contra todo o movimento sobre a figura principal, você sabe... E o que crimes os guerrilheiros cometeram?! O movimento Ravna Gora era puro, e a do movimento Broz era impura, anti-sérvia...
Numa conversa com o escritor e jornalista Goran Lazović em 1992, Branko disse:
Disseram-me que o meu pai morava numa casa perto de Barajevo, que foi mantido isolado e que teria morrido em 1953. Outros o encontraram novamente em Terazije e ficaram maravilhados com a calma com que ele olhava para as janelas e comia cerejas. Também ouvi a história de que meu pai jogava cartas com Ranković todos os dias...
Branko Mihailović morreu em 1995 em Belgrado.